# Pontificia facoltà teologica di Torino
La Pontificia facoltà teologica di Torino è stata un'università della Chiesa cattolica con sede a Torino esistita tra il 1873 e il 1932; dal 1966 gli edifici che la ospitavano sono sede della sezione distaccata della Facoltà teologica dell'Italia settentrionale di Milano, di cui la sede di Torino è la sezione parallela. La sede si trova nel palazzo del Seminario Metropolitano, in via XX Settembre 83, di fianco a Piazza San Giovanni (col Duomo cittadino) e nel cuore dal centro storico della città.

## Storia

### Fondazione
L'Università di Torino dalla sua fondazione nel 1404 aveva una facoltà di teologia, soppressa nel 1873 quando in tutta Italia fu decisa la chiusura delle facoltà di teologia ancora rimaste con la Legge 26 gennaio 1873, n. 1251 (serie 2a).
L'anno successivo, per ovviare all'interruzione degli studi universitari teologici in Piemonte, venne fondata presso il seminario di Torino la Pontificia facoltà teologica del seminario arcivescovile di Torino, che operò in totale autonomia dall'Università degli Studi di Torino raccogliendo anche gli studenti provenienti da altre diocesi piemontesi. Il principale promotore dell'iniziativa fu l'arcivescovo Lorenzo Gastaldi.
Tra i docenti che insegnarono nella nuova facoltà piuttosto conosciuto anche al di fuori dall'ambito accademico fu il canonico Giuseppe Piovano il quale, oltre che studioso di storia ecclesiastica, fu un noto pubblicista e fondò nel 1896 del settimanale cristiano-sociale La Democrazia Cristiana raccogliendo intorno a sé un gruppo di esponenti del moderatismo cattolico.
Tra gli studenti che si formarono nella facoltà possono invece essere ricordati Teodoro Valfrè di Bonzo (laureatosi nel 1876), Giuseppe Allamano (nel 1877) e Michele Pellegrino, che vi si laureò nel 1931.

### Soppressione
La Pontificia facoltà teologica di Torino venne soppressa nel 1932 per disposizione della Santa Sede. La motivazione del provvedimento fu che l'ateneo torinese non aveva saputo adeguarsi a una serie di disposizioni contenute nella costituzione apostolica Deus scientiarum Dominus (1931), che prevedeva un inasprimento delle norme selettive per la scelta dei docenti, una maggiore scientificità nell'insegnamento e norme più severe per l'assegnazione dei titoli accademici.
Tra il 1932 e il 1966 l'insegnamento a livello universitario della teologia proseguì presso la Facoltà teologica di Chieri, gestita dai Gesuiti, dove insegnarono alcuni accademici di valore quali Silverio Zedda e Giuseppe Rambaldi e dove si formò, tra gli altri, Carlo Maria Martini.

### Rinascita come sezione parallela della Facoltà teologica dell'Italia settentrionale

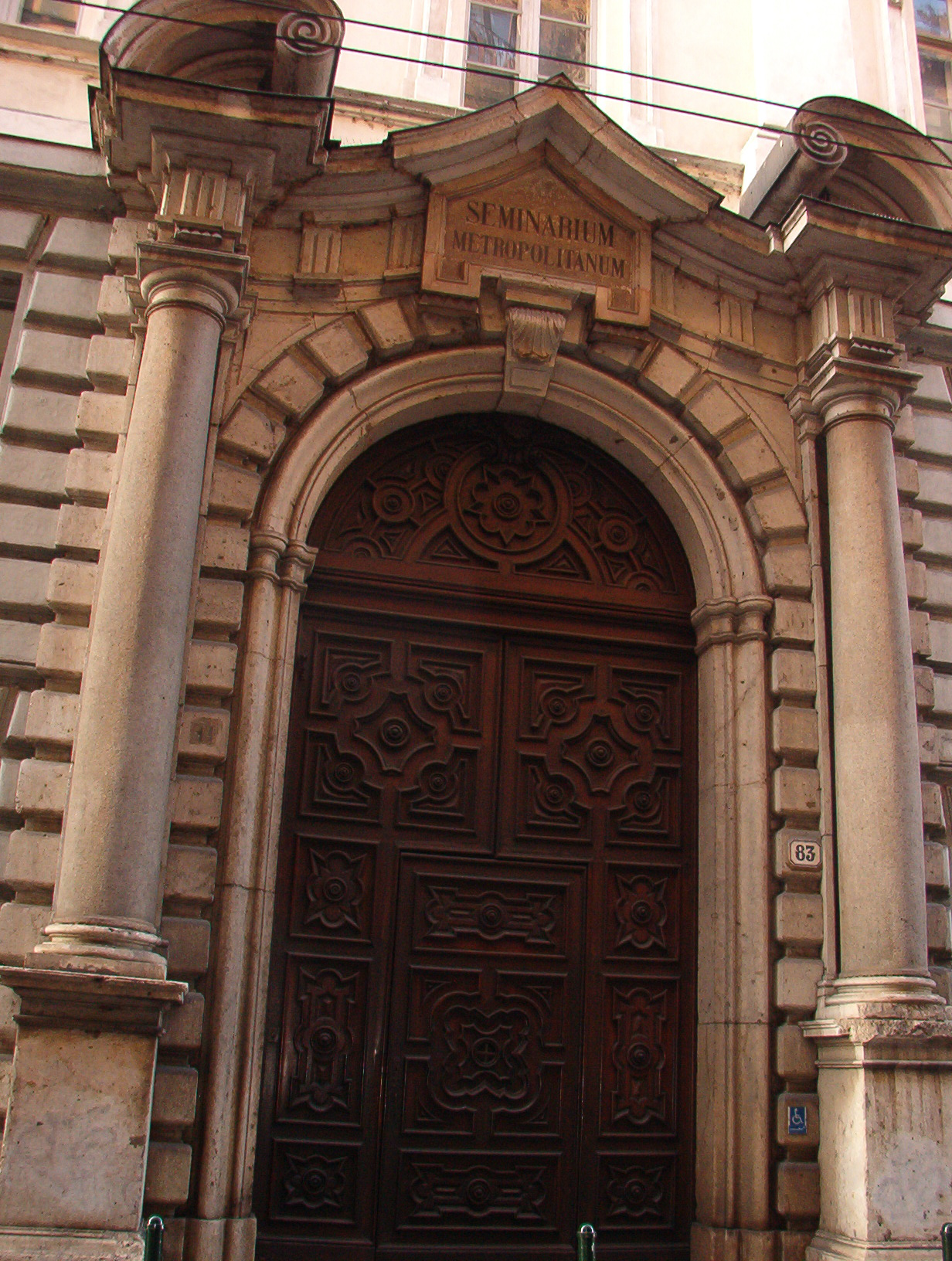
Ingresso del palazzo.

A partire dal 1966 la formazione teologica a Torino viene invece curata dalla Facoltà teologica dell'Italia settentrionale, la cui sede principale è collocata a Milano. La sezione parallela rappresenta la Facoltà teologica nella regione ecclesiastica Piemonte.
La sezione parallela di Torino offre corsi di laurea e titoli accademici completamente equiparati a quelli di Milano e delle altre regioni. Corsi di cinque anni portano al primo grado accademico, ovvero il baccalaureato in teologia; la specializzazione in teologia morale con indirizzo sociale, offerta solo nella sezione parallela di Torino, dura due anni e si conclude con la licenza in teologia.
La Facoltà teologica supervisiona il corso di studi offerto dall'Istituto superiore di scienze religiose, che ha sede nello stesso palazzo.

## La biblioteca
La facoltà possiede un'antica biblioteca fondata nel fondata nel 1751 a uso dei seminaristi torinesi grazie alla donazione di 3.000 volumi fatta dal sacerdote Gaspare Giordano di Cocconato. L'arcivescovo Giacinto della Torre ad inizio Ottocento la dotò di una grandiosa scaffalatura e ne incrementò il patrimonio librario con una nuova cospicua donazione di volumi. Nuove donazioni provennero da altri importanti personaggi quali il cardinale Michele Pellegrino; nel 2014 la biblioteca conta circa 200.000 volumi.